# Constantí "KR" de Rússia
Constantí de Rússia, gran duc de Rússia (Sant Petersburg, 1858 - 1915). Gran duc de Rússia amb el tractament d'altesa imperial que fou un conegut escriptor en el darrer període tsarista.
Nascut a Sant Petersburg el dia 22 d'agost de 1858 essent fill del gran duc Consantí de Rússia i de la princesa Alexandra de Saxònia-Altenburg. Constantí era net per via paterna del tsar Nicolau I de Rússia i de la princesa Carlota de Prússia; mentre que per via materna ho era del duc Josep I de Saxònia-Altenburg i de la duquessa Amàlia de Württemberg.
La família gran ducal dels Constantinovitx fou coneguda per la protecció de la literatura, les arts i la música que realitzà. Propietaris de la residència imperial de Pavlovsk a les proximitats de Tsarskoie Selo, i del Palau Consantí a Sant Petersburg, el gran duc Constantí mostrà des de jove una clara inclinació per la literatura rebutjant obertament la natural tradició militar dels fills de la Casa dels Romanov.
Tot i així, Constantí fou enviat a la Marina Imperial que abandonà mesos després per ingressar a l'elitista Regiment d'Izmailovsky de la Guàrdia Imperial. Al llarg de la seva vida intentà combinar la seva homosexualitat amb les seves creences religioses i el deure com a membre de la Casa Imperial.
L'any 1884 contragué matrimoni després de dos anys de nuviatge amb la princesa Elisabet de Saxònia-Altenburg, filla del príncep Maurici de Saxònia-Altenburg i de la princesa Augusta de Saxònia-Meiningen. La parella tingué nou fills:
- SA el príncep Ivan de Rússia, nat a Pavlovsk el 1886 i executat a Alapaevsk el 1918 amb altres membres de la família imperial. Es casà a Sant Petersburg amb la princesa Helena de Sèrbia.

- SA el príncep Gabriel de Rússia, nat a Pavlovsk el 1887 i mort a París el 1955. Es casà a Sant Petersburg amb Antonia Nesterovskya, posteriorment es casà amb la princesa Irina Kurakina.

- SA la princesa Tatiana de Rússia, nada a Sant Petersburg el 1890 i morta a Jerusalem el 1979. Es casà a Tiflis el 1911 amb el príncep Consantí Bragation-Moukhransky i posteriorment el 1921 a Ginebra amb Alexander Korochenzov.

- SA el príncep Constantí de Rússia, nat a Sant Petersburg el 1891 i executat a Alapaevsk el 1918.

- SA el príncep Oleg de Rússia, nat a Sant Petersburg el 1892 i mort a Vitebsk el 1914.

- SA el príncep Igor de Rússia, nat a Sant Petersburg el 1894 i executat a Alapaevsk el 1918.

- SA el príncep Jordi de Rússia, nat a Sant Petersburg el 1903 i mort a Nova York el 1938.

- SA la princesa Natàlia de Rússia, nada i morta a Sant Petersburg el 1905.

- SA la princesa Vera de Rússia, nada a Pavlovsk el 1906 i morta a Nova York el 2001.

Els fills del gran duc foren els primers a què se'ls hi aplicà la nova Llei de Família promulgada pel tsar Alexandre III de Rússia l'any 1885. Amb aquesta llei, el tsar pretenia limitar el nombre de persones amb el títol de gran duc i limitar les persones que tenien dret a un estipendi sorgit del tresor imperial. La llei atorgava el títol de gran duc de Rússia amb el tractament d'altesa imperial per tots els fills del tsar i del tsarevitx i pels nets de línia masculina del tsar. A tots els descedents per línia masculina del tsar més enllà de nets rebrien el títol de príncep de Rússia amb el tractament d'altesa.
El gran duc Constantí esdevingué mecenes de literats, pintors i musics; així com un destacat patró de diverses fundacions artístiques. Pianista de talent, el Gran duc era un íntim amic i protector del compositor de Txaikovski. Traductor de diverses peces literàries d'autors alemanys com Friedrich von Schiller i Goethe al rus essent principalment orgullós de la traducció de Hamler. Però a part de tot això, el gran duc fou reconegut per la seva poesia que assolí importants quotes de popularitat. Al llarg de la seva vida escrigué amb el pseudònim KR que són les inicials de Constantí Romanov.
Els Constantinovitx mantingueren sempre unes excel·lents relacions en el si de la cort, essent uns dels pocs membres de la família imperial que gaudiren de l'estima del tsar Nicolau II de Rússia i de la seva muller, la tsarina Alexandra F'dorovna.
Malgrat la correcte imatge de la família gran ducal en el si dels cercles socials de Sant Petersburg, el gran duc Constantí portava una intensa vida extrafamiliar. La primera relació homosexual del gran duc es produí a la Guàrdia Imperial a finals de la dècada de 1870. Els seus diaris personals ens mostren un gran duc atrapat entre el sentit del deure i les seves inclinacions naturals, cosa que li causava una constant lluita interna.
Els diaris mostren intenses relacions homosexuals durant els anys 1893 a 1899 quan el gran duc esdevingué un assidu visitant a diversos prostibul de la capital. Els diaris parles de relacions amb criats, cotxers i persones al seu servei en un constant intent de frenar els seus sentiments i les seves tendències.
Al final de 1904, KR inicià una relació relativament estable amb un jove de nom Yatsko. En el diari explica: "Vaig enviar a buscar en Yatsko i ell ràpidament vingué. Fou fàcil persuadir-lo perquè fos afectuós amb mi. Fou estrany sentir com m'explicava la seva vida, la seva inexperiència amb les dones i les seves relacions amb els homes. Abans de marxar, ells em va fer un llarg petó a les mans i a les galtes. Jo no ho havia d'haver permès però ell m'explicà que des de la primera vegada que em va veure, la seva ànima havia quedat raptada per uns profunds sentiment vers mi; aviat em recordà la meva pròpia joventut". Pocs dies després d'aquest escrit, el gran duc i Yatsko es van trobar i van inciar una llarga relació amorosa.
L'esclat de la Primera Guerra Mundial va sorprendre el gran duc i la seva muller a Alemanya on prenien les aigües a Wildungen. Atrapats en territori enemic, la parella intentà retornar a Rússia; ara bé, aquests plans foren ràpidament frustrats per les autoritats alemanyes que declararen a la parella imperial com a enemics del país.
Immediatament després, la gran duquessa envià un missatge al kàiser Guillem II de Prússia, per tal que intercedís en el seu favor. El kàiser permeté a la parella tornar a Rússia en un tren ràpid que els portà fins a la primera estació russa.
A part de la seva situació personal, la família del gran duc tenia sis membres en el front de batalla: cinc fills i un gendre. L'any 1915 el príncep Oleg de Rússia morí al front de batalla i el príncep Bragation-Muhransky fou assassinat al front del Cauques. Tot plegat accelarà la malaltia del gran duc i la seva mort el dia 15 de juny de 1915. Fou el darrer gran duc mort durant el tsarisme.
La família del gran duc fou una de les més afectades per la Revolució Russa. Amb l'esclat de la revolució l'octubre de 1917, les autoritats bolxevics arrestaren el príncep Gabriel de Rússia i l'enviaren a una presó a Sant Petersburg; mentrestant, els prínceps Joan de Rússia, Igor de Rússia i Constantí de Rússia foren fets presones i enviats a Apalevsk amb la princesa Elisabet de Hessen-Darmstadt, el gran duc Sergi de Rússia i el príncep Dimitri Paley. A la nit del 17 de juny de 1918, els presoners d'Apalevsk foren lliberts amb la intenció d'iniciar una cacera de gran ducs pels boscos d'Apalevsk. Un cop atrapats de nou foren disparats i llençats a un pou en un moment en què alguns encara eren vius.
El príncep Gabriel de Rússia fou alliberat de la presó gràcies a la intercessió de Maxim Gorki que intentà alliberar el màxim nombre de Romanovs. Gabriel i la seva muller emigraren de Rússia i s'establiren a París on morí l'any 1955.
La princesa Tatiana, viuda després de la Guerra, s'escapà amb els seus fills a Romania i posteriorment s'establí a Suïssa. La princesa ingressà en un orde religiós i s'establí a Jerusalem on morí l'any 1970 com a abadessa del convent ortodox de la vinya de les Oliveres.
La princesa Elisabet de Saxònia-Altenburg aconseguí escapar-se de Rússia amb els seus dos fills petits i arribar fins a Estocolm on fou acollida per la reina Victòria de Suècia. Poc després emigraren a Bèlgica i finalment s'establiren a Leipzig vivint sense recursos econòmics.